# Maia
Maia var en bjergnymfe, der boede på bjerget Kyllene. Hun var datter af Atlas og Pleione og var en af Plejaderne. Hun fik med Zeus sønnen Hermes. Oprindeligt var hun en jordgudinde og gudinde for plantevækst, men senere blev hun kun beskrevet som nymfe. Maia betyder "lille mor".